# Aleksiej Uczitiel
Aleksiej Jefimowicz Uczitiel (ros. Алексе́й Ефи́мович Учи́тель, ur. 31 sierpnia 1951) – rosyjski reżyser filmowy. Zasłużony Działacz Sztuk Federacji Rosyjskiej (1995), Ludowy Artysta Federacji Rosyjskiej (2002).

## Wybrana filmografia
- 2017: Matylda
- 2013: Ósemka
- 2010: Na końcu świata
- 2008: Zakładnik
- 2005: Kosmos jak przeczucie
- 2003: Przechadzka
- 2000: Pamiętnik jego żony
- 1995: Szaleństwo Giselle